# Ермоленко, Даниил
Даниил Ермоленко (укр. Данііл Єрмоленко; 1620—1666) — полковник переяславский, гетман Левобережной Украины в 1665 году. Входил в Переяславскую раду.

## Биография
Впервые упоминается в источниках летом 1664 года в связи с набегом на левый берег Днепра татар, союзников правобережного гетмана Павла Тетери и польского гетмана Стефана Чарнецкого.
В 1665 году замещал Ивана Брюховецкого во время его поездки в Москву.
Был убит взбунтовавшимися казаками в Богушковской слободе в 1666 году.